# Centrale nucléaire de Fukushima Daini
La centrale nucléaire de Fukushima-Daini (福島第二原子力発電所, Fukushima daini genshiryoku hatsudensho), aussi dénommée centrale nucléaire de Fukushima II, est située dans les bourgs de Naraha et Tomioka de la préfecture de Fukushima sur Honshu, l'île principale du Japon, à 240 km au nord de Tokyo, au bord de l'Océan Pacifique.
Elle est exploitée par la compagnie d'électricité de Tokyo (TEPCO), de même que la centrale nucléaire de Fukushima Daiichi, qui se trouve à 12 km plus au nord. A l'arret depuis 2011, le décomissionnement des 4 réacteurs est annoncé en juin 2019.

## Description
La centrale nucléaire comprend 4 réacteurs à eau bouillante (REB) de capacité nominale égale construits entre 1981 et 1986 :
- Fukushima-Daini 1 : 1067 MWe, mis en service en 1981.
- Fukushima-Daini 2 : 1067 MWe, mis en service en 1983.
- Fukushima-Daini 3 : 1067 MWe, mis en service en 1984.
- Fukushima-Daini 4 : 1067 MWe, mis en service en 1986.

Les réacteurs 1 et 3 ont été construits par Toshiba et les réacteurs 2 et 4 par Hitachi.

### Caractéristiques des réacteurs de Fukushima-Daini
Les caractéristiques détaillées de chaque réacteur sont données ci-après.
| Nom du réacteur   | Modèle | Capacité [MW]   | Capacité [MW] | Capacité [MW] | Exploitant | Constructeur | Début constr. | Raccord. au réseau | Mise en service comm. |
| Nom du réacteur   | Modèle | Thermique (MWt) | brute (MWe)   | Nette (MWe)   | Exploitant | Constructeur | Début constr. | Raccord. au réseau | Mise en service comm. |
| ----------------- | ------ | --------------- | ------------- | ------------- | ---------- | ------------ | ------------- | ------------------ | --------------------- |
| Fukushima Daini-1 | REB-5  | 3 293           | 1 100         | 1 067         | TEPCO      | Toshiba      | mars 1976     | juil 1981          | avril 1982            |
| Fukushima Daini-2 | REB-5  | 3 293           | 1 100         | 1 067         | TEPCO      | Hitachi      | mai 1979      | juin 1983          | fév 1984              |
| Fukushima Daini-3 | REB-5  | 3 293           | 1 100         | 1 067         | TEPCO      | Toshiba      | mars 1981     | déc 1984           | juin 1985             |
| Fukushima Daini-4 | REB-5  | 3 293           | 1 100         | 1 067         | TEPCO      | Hitachi      | mai 1981      | déc 1986           | août 1987             |

## Incidents

### Incident de 1989
Le 6 janvier 1989, un cinquième d'un disque de contrôle de flux de 100 kg s'est désintégré et a été emporté à l'intérieur de l'enceinte de confinement du réacteur no 3. Cet incident a nécessité l'arrêt de ce réacteur.

### Incident de 2011 (niveau 3)
Selon l’Agence internationale de l'énergie atomique (AIEA) (14 mars à 5 h 15 CET), les quatre réacteurs (automatiquement arrêtés lors du séisme du 11 mars) sont stabilisés, et bien que les préparatifs soient en cours pour les dépressuriser, cette opération n’a pas été nécessaire. Le 14 mars en fin de soirée, les réacteurs 1, 2 et 3 ont atteint l'« arrêt à froid » (une température inférieure à 100 °C et une pression de l'ordre de la pression atmosphérique). 
- Pour le réacteur numéro 1, l’exploitant a pu restaurer un système d’évacuation de chaleur résiduelle pour refroidir le réacteur[3].
- Pour le réacteur numéro 2, l’opérateur travaille à rétablir les systèmes de dissipation de la chaleur résiduelle[3].
- Le réacteur numéro 3 est stabilisé, en « arrêt à froid » (moins de 100 °C, correctement refroidi).
- Pour le réacteur numéro 4, l’opérateur travaille à rétablir les systèmes de dissipation de la chaleur résiduelle[3].

Selon l’AIEA, le 13 mars (avant les fortes émissions de la centrale de Fukushima Daiichi), des mesures de débit de dose radioactive faites à quatre endroits autour du périmètre de la centrale durant 16 heures donnent des niveaux dans les normes.
Le 18 mars, l'incident est temporairement classé au niveau 3 INES.

### Janvier 2015: mort d'un ouvrier
Le mardi 20 janvier 2015, alors que la centrale est toujours à l'arrêt depuis le séisme et le tsunami du 11 mars 2011, un ouvrier est blessé dans un bâtiment de traitement de déchets, puis il est transporté à l'hôpital où son décès est constaté.